# Ungdoms-VM i håndbold 2005 (mænd)
| Ungdoms-VM 2005 | Ungdoms-VM 2005 |
| --------------- | --------------- |
| Guld            | Serbien-Mont.   |
| Sølv            | Sydkorea        |
| Bronze          | Kroatien        |
| 4.              | Danmark         |
| 5.              | Qatar           |
| 6.              | Egypten         |
| 7.              | Argentina       |
| 8.              | Iran            |
| 9.              | Tunesien        |
| 10.             | Marokko         |

Ungdomsverdensmesterskabet i håndbold for mænd 2005 var det første ungdoms-VM i håndbold for mænd, og slutrunden med deltagelse af 10 hold blev afviklet arenaen Al-Gharafa Sports Club Hall i Doha, Qatar i perioden 3. – 11. august 2005. Spillere født i 1986 eller senere kunne deltage i mesterskabet.
Mesterskabet blev vundet af Serbien-Montenegro, som i finalen besejrede Sydkorea med 39-23. Bronzemedaljerne gik til Kroatien, som vandt 32-31 over Danmark i bronzekampen. Det danske hold førte ellers bronzekampen med 31-28 tre minutter før tid, men fire kroatiske mål i træk afgjorde kampen.

## Slutrunde

### Indledende runde
De 10 hold var inddelt i to grupper med fem hold i hver. I hver gruppe spillede de fem hold alle-mod-alle, og de to bedste hold gik videre til semifinalerne. Gruppetreerne gik videre til placeringskampen om 5. – 6.-pladsen, holdene der sluttede på fjerdepladserne spillede om 7. – 8.-pladsen, mens femmerne måtte tage til takke med spil om 9. – 10.-pladsen.

#### Gruppe A
| Dato | Kamp                      | Res.  |
| ---- | ------------------------- | ----- |
| 3.8. | Qatar - Marokko           | 38-19 |
| 3.8. | Sydkorea - Argentina      | 30-29 |
| 4.8. | Serbien-Mont. - Argentina | 35-27 |
| 4.8. | Marokko - Sydkorea        | 23-29 |
| 5.8. | Qatar - Serbien-Mont.     | 25-28 |
| 6.8. | Sydkorea - Qatar          | 35-32 |
| 6.8. | Argentina - Marokko       | 29-19 |
| 7.8. | Marokko - Serbien-Mont.   | 16-44 |
| 8.8. | Serbien-Mont. - Sydkorea  | 35-32 |
| 8.8. | Argentina - Qatar         | 33-33 |

| Gruppe A      | Kampe | Mål     | Point |
| ------------- | ----- | ------- | ----- |
| Serbien-Mont. | 4     | 142-100 | 8     |
| Sydkorea      | 4     | 126-119 | 6     |
| Qatar         | 4     | 128-115 | 3     |
| Argentina     | 4     | 118-117 | 3     |
| Marokko       | 4     | 077-140 | 0     |

#### Gruppe B
| Dato | Kamp                | Res.  |
| ---- | ------------------- | ----- |
| 3.8. | Iran - Egypten      | 32-34 |
| 3.8. | Danmark - Tunesien  | 32-18 |
| 4.8. | Kroatien - Egypten  | 30-29 |
| 4.8. | Tunesien - Iran     | 23-25 |
| 5.8. | Danmark - Kroatien  | 38-23 |
| 6.8. | Egypten - Tunesien  | 33-26 |
| 6.8. | Iran - Danmark      | 17-33 |
| 7.8. | Tunesien - Kroatien | 26-32 |
| 8.8. | Kroatien - Iran     | 38-21 |
| 8.8. | Egypten - Danmark   | 30-34 |

| Gruppe B | Kampe | Mål     | Point |
| -------- | ----- | ------- | ----- |
| Danmark  | 4     | 137-880 | 8     |
| Kroatien | 4     | 123-114 | 6     |
| Egypten  | 4     | 126-122 | 4     |
| Iran     | 4     | 095-128 | 2     |
| Tunesien | 4     | 093-122 | 0     |

### Placeringskampe
Placeringskampene om 5. – 10.-pladsen havde deltagelse af de seks hold fra den indledende runde, som ikke gik videre til semifinalerne. Holdene, der sluttede på tredjepladserne i grupperne, spillede om 5.-pladsen. De to hold, der blev nr. 4 i de indledende grupper, mødtes i kampen om 7.-pladsen. Og endelig måtte de hold, der endte på femtepladserne i den indledende runde, tage til takke med at spille om 9.-pladsen.
| Dato               | Kamp               | Res.               |
| Kamp om 9.-pladsen | Kamp om 9.-pladsen | Kamp om 9.-pladsen |
| ------------------ | ------------------ | ------------------ |
| 10.8.              | Marokko - Tunesien | 26-33              |
| Kamp om 7.-pladsen |                    |                    |
| 10.8.              | Iran - Argentina   | 22-25              |
| Kamp om 5.-pladsen |                    |                    |
| 11.8.              | Qatar - Egypten    | 36-34              |

| Samlet rangering | Samlet rangering |
| ---------------- | ---------------- |
| 5.               | Qatar            |
| 6.               | Egypten          |
| 7.               | Argentina        |
| 8.               | Iran             |
| 9.               | Tunesien         |
| 10.              | Marokko          |

### Slutspil
| Semifinaler |                          |       |
| 10.8.       | Serbien-Mont. - Kroatien | 30-29 |
| 10.8.       | Danmark - Sydkorea       | 31-32 |
| Bronzekamp  |                          |       |
| 11.8.       | Kroatien - Danmark       | 32-31 |
| Finale      |                          |       |
| 11.8.       | Serbien-Mont. - Sydkorea | 39-23 |

### Medaljevindere
| Guld | Sølv | Bronze |
| --- | --- | --- |
| Serbien-Montenegro | Sydkorea | Kroatien |
| Vladimir Perisic Andrija Pejovic Mirko Milosevic Momir Rnic Uros Lazic Zarko Pejovic Zarko Sesum Petar Nenadic Milos Maksimovic Dobrivoje Markovic Vladimir Abadzic Milan Vukas Milan Ivancev Rajko Prodanovic Bojan Beljanski Zarko Markovic | Seomoon Hwan Choi Jang-Hun Jung Jin-Ho Kim Sung-Jin Pag Pyeon-Gyu Bae Sang-Wook Lim Hyo-Seob Chung Tae-Hwan Eom Hyo-Won Yong Min-Ho Jin Jung-Hoon Kwon Young-Jun Hong Jin-Ki Kim Seok-Man Han Ki-Bong Park Cheol-Jung | Mate Sunjic Mate Svalina Domagoj Duvnjak Antonio Kovacevic Marko Kopljar Nikola Dzono Ivan Ribic Vladimir Bicvic Mislav Loncar Tomislav Brnas Vladimir Gruicic Luka Bumbak Frano Veraja Josip Nekic Ivan Cupic Alen Blazevic |